# Esther Minciotti

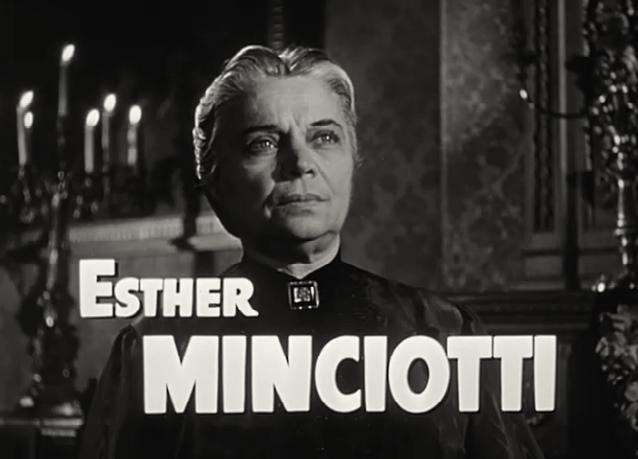
Dans La Maison des étrangers (1949)

Esther Cunico Minciotti (née le 18 mars 1888 à Turin, en Italie et morte le 15 avril 1962 à New York, aux États-Unis), est une actrice italienne.

## Biographie
Esther Cunico et son mari — Silvio Minciotti (1882-1961), lui aussi acteur d'origine italienne — émigrent aux États-Unis et s'installent à New York. Là, elle joue à Broadway dans deux pièces, la première de novembre 1949 à janvier 1950, la seconde (aux côtés de son époux) en octobre 1956 (voir la rubrique "Théâtre" ci-dessous).
Au cinéma, elle collabore à seulement huit films américains (voir la filmographie complète qui suit), entre 1949 et 1956. Son rôle le mieux connu est sans doute celui de Theresa Piletti, la mère d'Ernest Borgnine, dans Marty (1955) de Delbert Mann. L'année suivante (1956), elle est cette fois la mère d'Henry Fonda, dans Le Faux Coupable d'Alfred Hitchcock. Notons que son mari Silvio Minciotti apparaît dans cinq de ces films (dont quatre petits rôles mineurs non crédités, y compris celui du patron de Marty).
À la télévision, Esther Minciotti participe à cinq séries dans les années 1950. En particulier, elle crée le rôle de Theresa Piletti, avec Rod Steiger jouant Marty, dans un épisode (même titre ; réalisation également de Delbert Mann) de The Philco Television Playhouse diffusé en 1953, sur un scénario original de Paddy Chayefsky, dont le film déjà évoqué de 1955 est l'adaptation au cinéma.

## Filmographie complète

### Au cinéma
- 1949 : Jenny, femme marquée (Shockproof) de Douglas Sirk
- 1949 : Le Maître du gang (The Undercover Man) de Joseph H. Lewis
- 1949 : La Maison des étrangers (House of Strangers) de Joseph L. Mankiewicz
- 1951 : Proprement scandaleux (Strictly Dishonorable) de Melvin Frank et Norman Panama
- 1955 : Marty de Delbert Mann
- 1955 : Murder in Villa Capri d'Otto Simetti
- 1956 : Le Faux Coupable (The Wrong Man) d'Alfred Hitchcock
- 1956 : Pleine de vie (Full of Life) de Richard Quine

### À la télévision (séries)
- 1950 : Studio One, Saison 2, épisode 38 The Man who had Influence de Franklin J. Schaffner
- 1951 : Armstrong Circle Theatre, Saison 1, épisode 65 Johnny Pickup de Ted Post
- 1953 : The Philco Television Playhouse, Saison 5, épisode 23 Marty de Delbert Mann
- 1957 : Playhouse 90, Saison 2, épisode 1 The Death of Manolete de John Frankenheimer
- 1958 : Westinghouse Desilu Playhouse, Saison 1, épisode 4 My Father, the Fool de Jerry Thorpe

## Théâtre
Pièces jouées à Broadway
- 1949-1950 : That Lady de Kate O'Brien, production de Katharine Cornell, avec Henry Daniell, Henry Stephenson, Torin Thatcher, Joseph Wiseman, Katharine Cornell
- 1956 : Filumena Marturano (The Best House in Naples) d'Eduardo De Filippo, adaptation de F. Hugh Herbert, musique de scène de George Bassman, avec Katy Jurado, Silvio Minciotti